# Alessandro Petacchi
Alessandro Petacchi (nascut el 3 de gener del 1974 a La Spezia, Ligúria) és un ciclista italià. Professional des del 1996 fins al 2015.
Petacchi és un esprínter, cosa que li ha valgut el sobrenom d'Ale-Jet. És un dels esprínters més potents i temuts del món. La seva velocitat explosiva li ha permès de guanyar diverses etapes a totes les grans voltes del ciclisme. El 2004, va arribar a guanyar nou etapes al Giro d'Itàlia. Tanmateix, la seva primera victòria en una gran clàssica és la Milà-Sanremo del 2005. L'any passat es va adjudicar la París-Tours
Va baixar moltíssim el seu rendiment després de fracturar-se la ròtula a la tercera etapa del Giro d'Itàlia 2006. Li va costar moltíssim recuperar la seva explosivitat i des d'aleshores ja no ha tornat a ser tan dominant com abans. A més, va haver d'acabar prematurament la seva temporada 2006, quan es va trencar un dit donant un cop de puny a l'autobús de la Lampre-Fondital.
És el ciclista amb més victòries a l'UCI ProTour, amb 24 triomfs. Però va donar no-negatiu en un control antidopatge al Giro d'Itàlia 2007 per salbutamol, malgrat que tenia un certificat mèdic que li permetia usar aquesta substància per tractar el seu asma. Però la concentració trobada a la seva sang era anormalment alta fins i tot per un asmàtic, de manera que el CONI va proposar una sanció d'un any sense competir. Emperò, la justícia italiana li va donar la raó i va poder continuar competint, tot i que per culpa de l'acusació del CONI no va poder participar en el Tour de França. Al final la sanció va anar de l'1 de novembre de 2007 al 31 d'agost de 2008 i els seus resultats al Giro de 2007.

## Palmarès
- 1998
  - Vencedor d'una etapa al Tour de Langkawi
- 2000
  - Vencedor de 2 etapes al Volta a Espanya
  - Vencedor de 2 etapes a la Volta a Luxemburg
  - Vencedor de 2 etapes a la Ruta del Sud
  - Vencedor d'una etapa al Regio-Tour
  - 1r al Giro de la Província de Lucca i vencedor de 2 etapes
- 2001
  - Vencedor d'una etapa a la Setmana Internacional de Coppi i Bartali
  - Vencedor de 2 etapes a la Setmana Ciclista Llombarda
  - Vencedor d'una etapa a la Euskal Bizikleta
  - Vencedor d'una etapa a la Volta a Polònia
- 2002
  - Vencedor d'una etapa al Volta a Espanya
  - Vencedor de 2 etapes a la París-Niça
  - Vencedor d'una etapa al Rothaus Regio-Tour
  - Vencedor de 3 etapes a la Setmana Internacional de Coppi i Bartali
  - Vencedor d'una etapa al Tour del Mediterrani
  - Vencedor d'una etapa a la Volta als Països Baixos
- 2003
  - Vencedor de 4 etapes al Tour de França
  - Vencedor de 6 etapes al Giro d'Itàlia
  - Vencedor de 5 etapes al Volta a Espanya
  - Vencedor d'una etapa a la París-Niça
  - 1r al Trofeu Luis Puig
  - Vencedor de 2 etapes a la Volta als Països Baixos
  - Vencedor de 3 etapes a la Volta a Aragó
  - 1r a A través de Gendringen
- 2004
  - Vencedor de 9 etapes al Giro d'Itàlia i Classificació del punts i de la Combativitat
  - Vencedor de 4 etapes al Volta a Espanya i Classificació per punts
  - Vencedor de 3 etapes a la Tirrena-Adriàtica
  - Vencedor d'una etapa a la Volta als Països Baixos
  - Vencedor de 2 etapes a la Volta a Aragó
- 2005
  - Vencedor de 4 etapes al Giro d'Itàlia
  - Vencedor de 5 etapes al Volta a Espanya i 1r de la classificació per punts
  - 1r a la Milà-Sanremo
  - 1r a la Volta a la Comunitat Valenciana i vencedor de 3 etapes
  - 1r al Gran Premi de la costa dels Etruscs
  - 1r al Trofeu Luis Puig
  - Vencedor de 3 etapes a la Tirrena-Adriàtica
  - Vencedor de 2 etapes a la Volta a Aragó
  - Vencedor de 2 etapes a la Volta a Andalusia
  - Vencedor de 2 etapes al Tour de Romandia
- 2006
  - 1r al Giro de la Província de Lucca
  - 1r a la Volta a la Baixa Saxònia i vencedor de 5 etapes
  - 1r al Gran Premi de la costa dels Etruscs
  - Vencedor de 2 etapes a la Volta a la Comunitat Valenciana
  - Vencedor d'una etapa a la Tirrena-Adriàtica
  - Vencedor de 2 etapes a la Volta a Andalusia
- 2007
  - Vencedor de 2 etapes al Volta a Espanya
  - 1r a la Volta a l'Algarve i vencedor de 3 etapes
  - 1r a la Volta a la Baixa Saxònia i vencedor de 3 etapes
  - 1r al Gran Premi de la costa dels Etruscs
  - 1r a la París-Tours
  - Vencedor d'una etapa al Rothaus Regio-Tour
  - Vencedor d'una etapa a la Volta a la Comunitat Valenciana

- 2008
  - Vencedor de 3 etapes a la Volta a la Gran Bretanya
  - 1r al Memorial Viviana Manservisi
  - 1r al Gran Premi Bruno Beghelli
- 2009
  - Vencedor de 2 etapes al Giro d'Itàlia
  - 1r al Gran Premi de la costa dels Etruscs
  - 1r al Grote Scheldeprijs
  - 1r al Giro de Toscana
  - Vencedor d'una etapa a la Tirrena-Adriàtica
  - Vencedor de 2 etapes a la Setmana Ciclista Llombarda
  - Vencedor d'una etapa al Giro de Sardenya
  - Vencedor d'una etapa al Delta Tour Zeeland
- 2010
  - Vencedor de 2 etapes al Tour de França i Classificació del punts
  - Vencedor d'una etapa al Volta a Espanya
  - 1r al Gran Premi de la costa dels Etruscs
  - Vencedor d'una etapa al Giro de Sardenya
  - Vencedor de 2 etapes al Giro de la Província de Reggio de Calàbria
  - Vencedor d'una etapa a la Volta a Suïssa
- 2011
  - Vencedor d'una etapa al Giro d'Itàlia
  - Vencedor d'una etapa a la Volta a Catalunya
  - Vencedor d'una etapa a la Volta a Turquia
- 2012
  - Vencedor de 3 etapes a la Volta a Baviera
- 2014
  - 1r al Gran Premi Pino Cerami

### Resultats al Tour de França
- 2001. 97è de la classificació general
- 2003. Abandona (7a etapa). Vencedor de 4 etapes
- 2004. No surt (6a etapa)
- 2010. 150è de la classificació general. Vencedor de 2 etapes i la classificació per punts
- 2011. 107è de la classificació general
- 2012. Fora de temps (11a etapa)
- 2014. 148è de la classificació general

### Resultats a la Volta a Espanya
- 1996. 101è de la classificació general
- 1997. Abandona (5a etapa)
- 2000. 77è de la classificació general. Vencedor de 2 etapes
- 2002. 94è de la classificació general. Vencedor d'una etapa
- 2003. 120è de la classificació general. Vencedor de 5 etapes
- 2004. No surt (15a etapa)
- 2005. 88è de la classificació general. Vencedor de 5 etapes i 1r de la classificació per punts
- 2006. No surt (16a etapa)
- 2007. 127è de la classificació general. Vencedor de 2 etapes
- 2010. Abandona (9a etapa). Vencedor d'una etapa
- 2011. 100è de la classificació general

### Resultats al Giro d'Itàlia
- 1998. Abandona (18a etapa)
- 1999. 70è de la classificació general
- 2000. 92è de la classificació general
- 2002. 94è de la classificació general
- 2003. Fora de temps (18a etapa). Vencedor de 6 etapes
- 2004. 97è de la classificació general. Vencedor de 9 etapes i la classificació per punts i la combativitat
- 2005. 100è de la classificació general. Vencedor de 4 etapes
- 2006. No surt (4a etapa)
- 2007. 104è de la classificació general. Vencedor de 5 etapes i la classificació per punts
- 2009. 121è de la classificació general. Vencedor de 2 etapes
- 2010. Abandona (8a etapa)
- 2013. No surt (13a etapa). Vencedor d'una etapa
- 2014. Abandona (16a etapa)
- 2015. Abandona (20a etapa)